# Japanse kampioenschappen schaatsen afstanden 2020 - 5000 meter vrouwen
De 5000 meter vrouwen op de Japanse kampioenschappen schaatsen afstanden 2020 werd gereden op zondag 27 oktober 2019 in het ijsstadion Hachinohe Skating Arena in Hachinohe.

## Statistieken
| #      | Schaatser       | Tijd       |
| ------ | --------------- | ---------- |
| Goud   | Lemi Williamson | 7.16,19 BR |
| Zilver | Nene Sakai      | 7.17,02    |
| Brons  | Nana Takahashi  | 7.25,75    |
| 4      | Rin Kosaka      | 7.32,10    |
| 5      | Manami Momose   | 7.35,73 PR |
| 6      | Mai Yamada      | 7.38,15    |
| 7      | Anna Suzuki     | 7.38,49    |
| 8      | Yuuka Tomita    | 7.41,89    |
| 9      | Honoka Kumagai  | 7.44,78    |
| 10     | Moe Kitahara    | 7.46,28    |
| 11     | Haruka Sasaki   | 8.18,89    |

| Rit        | Baan   | Schaatser       | Tijd (rang)  |
| ---------- | ------ | --------------- | ------------ |
| 1          | Binnen | Moe Kitahara    | 7.46,28 (10) |
| 1          | Buiten |                 |              |
| 2          | Binnen | Manami Momose   | 7.35,73 (5)  |
| 2          | Buiten | Haruka Sasaki   | 8.18,89 (11) |
| 3          | Binnen | Honoka Kumagai  | 7.44,78 (9)  |
| 3          | Buiten | Rin Kosaka      | 7.32,10 (4)  |
| Dweilpauze |        |                 |              |
| 4          | Binnen | Yuuka Tomita    | 7.41,89 (8)  |
| 4          | Buiten | Anna Suzuki     | 7.38,49 (7)  |
| 5          | Binnen | Lemi Williamson | 7.16,19 91)  |
| 5          | Buiten | Nene Sakai      | 7.17,02 (2)  |
| 6          | Binnen | Mai Yamada      | 7.38,15 (6)  |
| 6          | Buiten | Nana Takahashi  | 7.25,75 (3)  |